# پیش‌نوس:خدایان کوهستان
خدایان کوهستان خدایان محافظ آسیایی هستند که در کوه‌ها ساکنند.  آنها با خدایان مالک زمین و خدایان شهرها مرتبط هستند.
این ایزدان در کره شناخته‌شده هستند و در برخی کوه‌های مهم چین، نیایشگاه‌هایی برای خدایان مشابه در سنت‌های دائوئیستی وجود دارد که «شان‌شن» (山神، خدایان کوه) نامیده می‌شوند."معادل ژاپنی آن «یاما-نو-کامی» (山の神؛ با تلفظ یاماگامی) و معادل ویتنامی آن «سون تان» (山神) است.   
«هووتو» فرمانروای مطلق همه‌ی «تودی‌گونگ»ها (ارباب زمین‌های محلی)، «شِه‌جی» (خدای کشور)، «شان‌شن» (خدای کوه‌ها)، «خدایان شهر» (خدایان شهرهای محلی) و خدایان مالک زمین در سراسر جهان است.
1. ↑  "THE MOUNTAIN GOD AND THE MONASTERY – THE PECULIAR CASE OF THE SHANSHEN SHRINE". Taiwan Insight (به انگلیسی). 2020-02-28. Retrieved 2023-04-23.